# Review of General Psychology
Review of General Psychology é uma revista científica quadrimestral estabelecida em 1997. Ela é publicada pela Sage Publishing desde 2019, sendo anteriormente publicada pela Associação Americana de Psicologia Divisão 1: A Sociedade para Psicologia Geral. A revista publica artigos multidisciplinares sobre psicologia que são de natureza conceitual, teórica e metodológica. Outros aspectos incluem a avaliação e integração da literatura de pesquisa com a análise histórica. Seus editores-chefe são Wade E. Pickren (independente, Estados Unidos) e Thomas Teo (Universidade Iorque, Canadá).